# Voltův článek
Voltův článek je primární zdroj stejnosměrného napětí (galvanický článek). Je pojmenován po Alessandru Voltovi, který jej použil v roce 1799 při konstrukci první baterie – Voltova sloupu. Jedná se o první elektrický článek v historii.[zdroj?]
Voltův článek je tvořen zinkovou a měděnou elektrodou v elektrolytu zředěné kyseliny sírové.
Na anodě se oxiduje zinek podle následující rovnice:
Zn(s) → Zn2+(aq) + 2e− . . (Standardní elektrodový potenciál −0,7618 V )
Na katodě se redukuje vodík:
2H+(aq) + 2e− → H2(s) . . (Standardní elektrodový potenciál 0 V )
Celková reakce je:
Zn(s) + 2H+(aq) → Zn2+(aq) + H2(g) . . (Napěťový rozdíl elektrod 0,7618 V )
Dokud není článek zatížen proudem, je napětí mezi elektrodami 0,7618 V. Když mezi elektrodami prochází proud, začne hrát roli i materiál katody (měď), který katalytickým působením ovlivňuje potenciál na katodě, a my naměříme napětí kolem 1 V[zdroj?].

## Procesy v článku
Při zapojení spotřebiče klesne napětí na napětí svorkové a obvodem prochází proud, který je tvořen ve vnějším obvodu elektrony a ve vnitřním obvodu ionty.
- Ze zinkové anody se odvádějí elektrony vnějším obvodem, vyrovnává se tak porušení rovnovážného stavu mezi katodou a elektrolytem.
- Do elektrolytu přecházejí kladné ionty zinku Zn2+ a ty reagují s H2SO4 za vzniku ZnSO4.
- Kladné vodíkové ionty v elektrolytu přebírají na měděné katodě elektrony přicházející vnějším obvodem z katody a nastává vylučování vodíku.
- Vylučováním vodíku a síranu zinečnatého se článek znehodnocuje.